# Направленность (молекулярная биология)

Структура нуклеотида, соединенного двумя фосфодиэфирными связями — по 3′- и 5′-атомам углерода сахара рибозы.

Направленность — ориентация одноцепочечной структуры в молекуле нуклеиновой кислоты.
Наименование атомов углерода в нуклеотидах (исходя из нумерации атомов углерода в молекуле сахара пентозы) дает начало двум концам — 5' и 3' (произносятся как пять-штрих и три-штрих, англ. five prime end, three prime end). 
Относительные положения структурных аналогов цепочек нуклеиновых кислот, генов, транскрипционных факторов, полимераз, обычно называют согласно положению по направлению к или от 5′- и 3′-концов соответственно. Синтез нуклеиновых кислот возможен in vivo только в направлении от 5' к 3', так как ДНК- и РНК-полимеразы присоединяют новые остатки нуклеотидов только к 3′-гидроксильной группе (-OH) с помощью фосфодиэфирной связи. Обычно запись последовательностей нуклеотидов ДНК и РНК осуществляется в направлении от 5' к 3'.